# Eupithecia cognata
Eupithecia cognata là một loài bướm đêm trong họ Geometridae.